# Hootenanny Trio
Hootenanny Trio var en finländsk musikgrupp.
Hootenanny Trio bildades 1964 av Pertti Reponen (född 1941 i Joensuu, död 1998 i Helsingfors), Keijo Räikkönen (född 1945 i Helsingfors) och Juhani Joutsenniemi (född 1943 i Helsingfors). Med låtar som Esplanaadi och Tatuoitu nainen fick gruppen framgång som en del av 1960-talets folkpop-våg. Gruppen upplöstes efter Kaustby folkmusikfestival 1971. Reponen blev senare känd som schlagertextförfattare och som manusförfattare för televisionen.